# Li Zuopeng
Li Zuopeng (ur. 24 kwietnia 1914 w Ji’an w prow. Jiangxi, zm. 3 stycznia 2009 w Pekinie) – chiński wojskowy.
Członek Chińskiej Armii Czerwonej od 1930 roku, w 1932 roku wstąpił do KPCh. Brał udział w Długim Marszu, wojnie chińsko-japońskiej oraz walkach z Kuomintangiem po jej zakończeniu. 
Po utworzeniu Chińskiej Republiki Ludowej szef sztabu okręgu wojskowego Guangzhou (1950-1955). Mianowany w 1955 roku wiceadmirałem pełnił następnie funkcję szefa Wydziału Szkolenia Lotnictwa Morskiego (1958-1964). Bliski współpracownik Lin Biao, dzięki jego protekcji po rozpoczęciu rewolucji kulturalnej został w 1967 roku mianowany komisarzem politycznym floty. Otrzymał także w 1968 roku funkcję zastępcy szefa sztabu generalnego ChAL-W, a rok później został członkiem KC i Biura Politycznego KPCh. Po upadku Lin Biao został we wrześniu 1971 roku oskarżony o udział w przygotowywaniu zamachu na Mao Zedonga, usunięty ze wszystkich stanowisk i aresztowany. Decyzją KC z dnia 20 sierpnia 1973 roku wyrzucony z partii.
Sądzony wraz z innymi członkami antypartyjnej kliki Lin Biao w latach 1980-1981, został skazany na 17 lat więzienia.